# Gabriel (Believer)
Gabriel è il quarto album in studio del gruppo progressive thrash metal statunitense Believer, pubblicato nel 2009.

## Tracce
1. Medwton – 7:23
2. A Moment in Prime – 6:07
3. Stoned – 4:32
4. Redshift – 5:21
5. History of Decline – 3:49
6. The Need for Conflict – 5:14
7. Focused Lethality – 3:46
8. Shut Out the Sun – 5:38
9. The Brave – 4:19
10. Nonsense Mediated Decay – 8:49

Bonus track iTunes
1. Circus - 0:23
2. Coordinates - 0:28
3. Freedom - 4:57